# 斯普林特
斯普林特公司（Sprint Corporation），前稱為Sprint Nextel Corporation，是一家在美国、波多黎各、美属维尔京群岛运营有线通信与无线通信的控股公司。该公司与所属子公司提供的服务品牌有Sprint、Boost Mobile、Virgin Mobile与Assurance Wireless等。是全球互联网骨干网服务商、美国第三大长途电话公司。截至2011年，斯普林特的无线网用户达5500万。

## 歷史沿革
Sprint起源于1899年成立的布朗电话公司（Brown Telephone Company），创始人为Cleyson L. (C.L.) Brown与Jacob Brown，服务于堪萨斯州Abilene。
2005年之前，该公司称作Sprint Corporation。合并了Nextel通信公司后改为Sprint Nextel Corporation。 
2006年Sprint Nextel公司退出了本地电话（市话）业务， 把这些资产划入新成立的Embarq公司。2008年Embarq被CenturyLink收购。
Sprint Nextel拥有50.9%的Clearwire公司净资产。2012年12月17日，Sprint Nextel统一以每股2.97美元，总计22亿美元收购了Clearwire公司的其它资产。 
2012年10月14日，日本SoftBank集團宣布收购Sprint Nextel公司70%股份，总计201亿美元，该交易於2013年7月完成。由於Softbank的部分收購及Nextel網路的關閉，該公司自Sprint Nextel更名回Sprint。於2013年8月，SoftBank增購新Sprint公司股份，總持股佔比增加為79.07%。
2017年1月23日，Sprint宣布，他們正在購買音樂流媒體服務商——Tidal的33％的股份。 
2017年2月17日，據路透社等多家媒体報導，Softbank 表示正在考慮將該公司的多數股份出售給德國電信（Deutsche Telekom），以促使有效地與T-Mobile US合併。2017年11月4日，在經過幾個月的磋商以後，Sprint放棄與T-Mobile的合併計劃。 2018年4月10日，T-Mobile和Sprint重啟合併案。
2018年4月30日，T-Mobile US再次公布預計以0.10256股T-Mobile股票兌換一股Sprint股票，每股價值6.62美元，斥資265億美元併購同業Sprint，合併後的新公司將沿用T-Mobile名称，德國電信將持有新公司42%股權，擁有Sprint的Softbank將持有27%股權。2019年7月26日，美国司法部批准T-Mobile和Sprint合并及向有意进入移动通信领域的卫星电视运营商Dish Network出售Sprint旗下预付费品牌Boost Mobile和800 MHz频谱的交易。2019年11月5日，聯邦通信委員會正式批准合并。2020年4月1日，合并正式完成，Sprint旗下所有分店将全部换成T-Mobile。